# Conseil de Galice

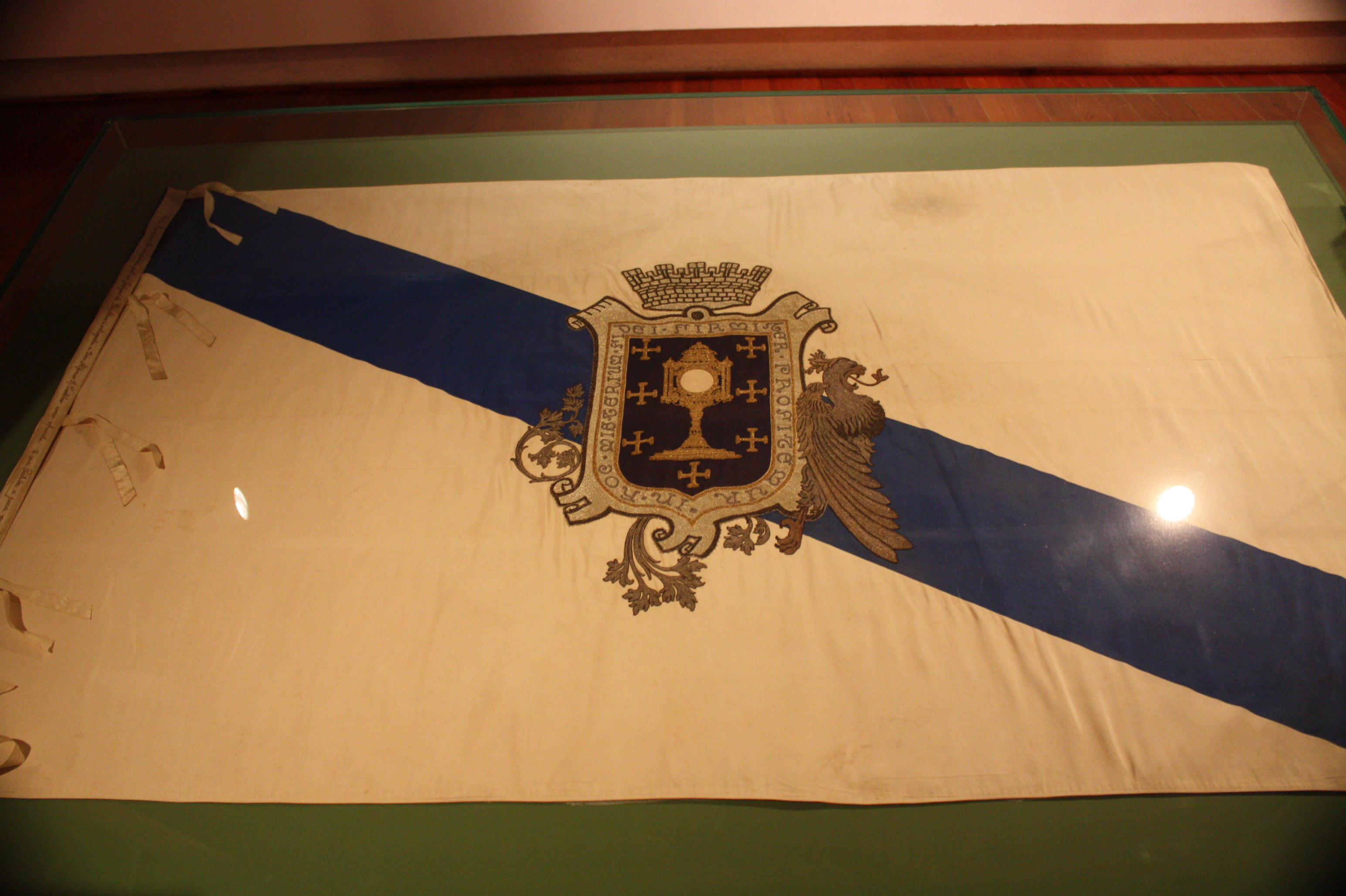
Drapeau du conseil de la Galice.

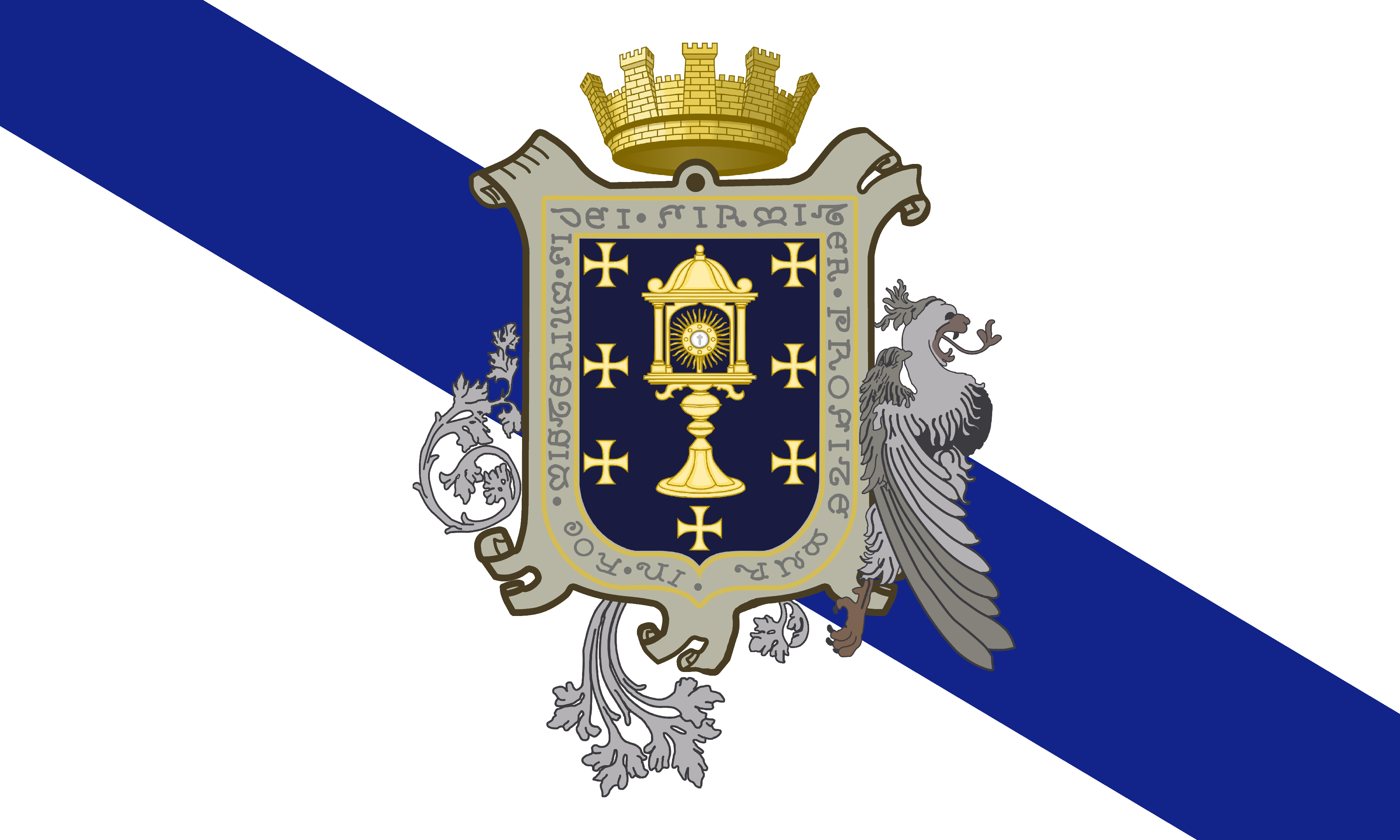
Drapeau numérique du Conseil de Galice.

Le Conseil de la Galice était une entité politique galicienne qui a été créée le 15 novembre 1944 à Montevideo et qui cherchait à rassembler des députés galiciens, pour fournir un corps politique à la Galice en exil, qui fut légitimé par le Statut d'Autonomie qui avait été soumis à un plébiscite en 1936 sous la Seconde République Espagnole.
L'initiative de la constitution du Conseil de Galice a été prise par Alfonso Daniel Rodríguez Castelao, influencé par la pensée de José Antonio Aguirre, le lehendakari en exil. Son premier président fut Castelao lui-même et fut également formé, dans un premier temps, par Antón Alonso Ríos, Ramón Suárez Picallo et Elpidio Villaverde . Plus tard, Alfredo Somoza a été intégré.

## Voir également